# Habitatge al carrer d'Estires, 12-23-24 (Olot)
L'Habitatge al carrer d'Estires, 12-23-24 és un conjunt d'Olot (Garrotxa) protegit com a bé cultural d'interès local.

## Descripció
Són cases de planta baixa, un o dos pisos i golfes. Els pisos poden tenir balcons grans o petits o bé només una finestra. Les golfes estan sota teulada i tenen unes grosses obertures d'arc de mig punt separades per un pilar.

## Història
Aquestes cases són una mostra de la tipologia edilícia olotina de finals del segle xviii. L'esquema central amb tres crugies i l'amplada de parcel·la (10-11 m) són constants que es mantindran a les cases bastides durant el següent segle. Cada casa era habitada per una família. Els baixos eren utilitzats per magatzem i la planta superior com a golfes.